# Starosta generalny (Śląsk)
Starosta generalny (nadstarosta, niem. Oberlandeshauptmann) – najwyższy urząd na Śląsku od XV do XVIII w.

## Powstanie urzędu
Pierwszy starosta generalny został powołany przez króla Macieja Korwina w 1474 r. Miał on reprezentować króla podczas jego nieobecności na Śląsku. Dosyć szybko ustalono zasadę, że starostą może być tylko śląski książę.  W latach 1517 – 1528 powołano osobnych starostów dla Dolnego i Górnego Śląska. Po 1536 r. starostami generalnymi byli biskupi wrocławscy jako książęta Nysy i Otmuchowa. W okresie tym dwukrotnie – w 1562 r. i 1574 r. – w związku z wakatem na urzędzie, król powołał tymczasowo jako p.o. starosty generalnego, Jana von Oppersdorffa (1514-1584), starostę księstwa opolsko-raciborskiego. W 1608 r. do pomocy staroście powołano kanclerza.
Zadania starosty generalnego: 
- reprezentacja króla wobec stanów
- zwierzchnictwo nad urzędnikami królewskimi, np. starostami w księstwach dziedzicznych
- publikacja zarządzeń króla
- rozjemca w sprawach sądowych
- przewodniczenie trybunałowi książęcemu
- przewodniczenie obradom Sejmu Śląskiego:

## Urząd Zwierzchni
Sytuację i zakres uprawnień starosty generalnego zmienił się w okresie wojny trzydziestoletniej. Gdy po zwycięstwie Habsburgów dążyli oni do centralizacji swej władzy. W 1629 r. król Ferdynand II Habsburg powołał Urząd Zwierzchni (niem. Oberamtsregirung,  Oberamt), jako najwyższy organ administracyjny, zależny od króla. Starosta generalny stał się już tylko zarządzającym „Królewskim Urzędem Zwierzchnim w Księstwie Górnego i Dolnego Śląska”. Poza Starostą urzędnikami Urzędu był kanclerz oraz 3 radców (jeden szlachcic, dwaj znawcy prawa). Po zwiększeniu się liczby radców dzielili się na ławę rycerską i ławę uczonych.
W 1672 r. król ustanowił stanowisko dyrektora Urzędu Zwierzchniego, do którego obowiązków należało kierowanie pracami Urzędu. Pierwszym dyrektorem został Krzysztof Leopold Schaffgotsch. W 1674 r. wobec wakatu na urzędzie starosty król i cesarz Leopold I Habsburg przekazał dyrektorowi pełnienie obowiązków starosty. W 1676 r. powołano już kolejnego starostę generalnego, dyrektor nadal pełnił swe funkcje, co wzbudzało duże kontrowersje wśród stanów. W 1719 r. po rezygnacji z urzędu starosty przez biskupa Ludwika Filipa zu Neuburga, tymczasowo jego kompetencje i zadania powierzył ponownie dyrektorowi Urzędu, którym był wówczas hr. Jan Antoni Schaffgotsch. Ten „tymczasowy” stan trwał aż do wybuchu I wojny śląskiej w 1740 r. Po włączeniu Śląska do królestwa Prus, urzędu starosty generalnego już nie obsadzano. Hrabia Schaffgotsch zmarł w 1742 r.
Zadania Urzędu Zwierzchniego: 
- nadzór na werbunkiem żołnierzy
- powiadamianie monarchy o zamiarze zwołania zjazdu stanów
- dbałość o życie religijne
- dbanie o poszanowanie praw monarchy jako pana Śląska
- nadzór nad sądownictwem we wszystkich księstwach
- dbałość o wykonywanie poleceń i decyzji króla na całym Śląsku
- dbałość o wolność handlu
- utrzymywanie dobrych stosunków z Polską
- zapewnienie porządku i bezpieczeństwa

## Poczet starostów generalnych
- 1474–1480 – Stefan Zapolya, starosta księstwa świdnicko-jaworskiego, żupan spiski
  - 1475–1478 – Piotr Gereb pełnomocnik dla Górnego Śląska
  - 1478–1490 – Jan Bielik von Korniz pełnomocnik dla Górnego Śląska
  - 1475–1490? - Jerzy von Stein pełnomocnik dla Dolnego Śląska
- 1480–1481 – Jan Filip Prostani, bp Wielkiego Waradynu
- 1481–88 – wakat
- 1488–1488 – Fryderyk I, ks. Legnicy
- 1488-90–wakat
- 1490–1497 – Jan IV Roth, bp Wrocławia, ks. Nysy
- 1497–1504 – Kazimierz II, ks. Cieszyna
- 1504–1507 – Zygmunt Jagiellończyk
- 1507–1507 – Jan V Turzo, bp Wrocławia, ks. Nysy
- 1507–1517 – Kazimierz II, ks. Cieszyna
- 1517–1528 – Fryderyk II, ks. legnicki – Starosta generalny Dolnego Śląska
- 1517–1528 – Kazimierz II, ks. Cieszyna – Starosta generalny Górnego Śląska
- 1528–1536 – Karol I, ks. Ziębic, - Starosta generalny Dolnego i Górnego Śląska
- 1536–1539 – Jakub von Salza, bp Wrocławia, ks. Nysy
- 1540–1562 – Baltazar von Promnitz, bp Wrocławia, ks. Nysy
- 1562–1562 – Jan Oppersdorff, starosta księstwa opolsko-raciborskiego – p.o. starosty generalnego
- 1562–1574 – Kaspar von Logau, bp Wrocławia, ks. Nysy
- 1574–1574 – Jan Oppersdorff, starosta księstwa opolsko-raciborskiego - p.o. starosty generalnego
- 1574–1585 – Marcin Gerstmann, bp Wrocławia, ks. Nysy
- 1585–1596 – Andreas Jerin, bp Wrocławia, ks. Nysy
- 1596–1599 – Bonawentura Hahn, bp Wrocławia, ks. Nysy
- 1599–1600 – Paweł Albert, bp Wrocławia, ks. Nysy
- 1600–1608 – Jan VI von Sitsch, bp Wrocławia, ks. Nysy
- 1608–1617 – Karol II, ks. Oleśnicy i Ziębic
- 1617–1617 – Adam Wacław, ks. Cieszyna
- 1617–1621 – Jan Chrystian, ks. Brzegu
- 1621–1628 – Jerzy Rudolf, ks. Legnicy
- 1629–1639 – Henryk Wacław, ks. Oleśnicy
- 1639–1641 – Karol Euzebiusz Liechtenstein, ks. Opawy i Karniowa
- 1641–1653 – Jerzy Rudolf, ks. Legnicy
- 1653–1664 – Jerzy III, ks. Brzegu,
- 1664–1671 – Sebastian von Rostock, bp Wrocławia, ks. Nysy
- 1671–1674 – Wacław von Lobkowitz, ks. Żagania
- 1672–1676? - hrabia Krzysztof Leopold Schaffgotsch  dyrektor Urzędu Zwierzchniego - p.o. starosty generalnego
- 1676–1682 – Fryderyk von Hessen, bp Wrocławia, ks. Nysy
- 1682–1684 – Jan Kasper II von Ampringen, wielki mistrz krzyżacki, ks. Bruntalu
- 1684–1719 – Franz Ludwig von Pfalz-Neuburg, bp Wrocławia, ks. Nysy
- 1719–1742 – hr. Jan Antoni Schaffgotsch dyrektor Urzędu Zwierzchniego – p.o. starosty generalnego

## Literatura
- K. Orzechowski, Historia ustroju Śląska. 1202-1740, Wrocław 2005, s. 200-201. ISBN 83-229-2654-5
- St. Śreniowski, Historia ustroju Śląska, Katowice Wrocław 1948